# 阿爾法 (新澤西州)
阿爾法（英語：Alpha）是位於美國新澤西州沃倫縣的自治市鎮。

## 人口
根據2020年美國人口普查的數據，阿爾法的面積為4.44平方千米，當中陸地面積為4.35平方千米，而水域面積為0.09平方千米。當地共有人口2328人，而人口密度為每平方千米524人。